# 5 vor 12. Unerhörter Widerstand

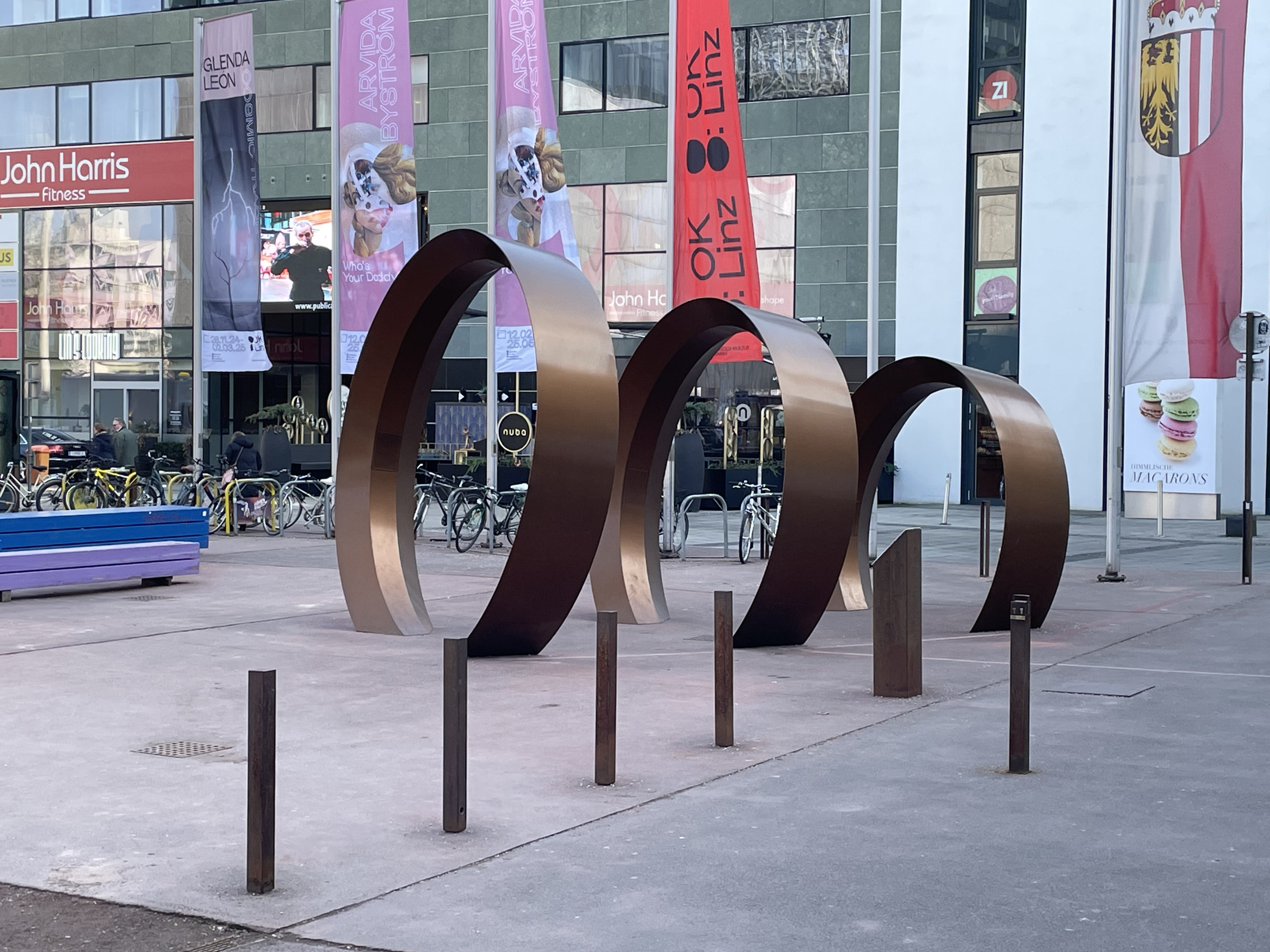
5 vor 12. Unerhörter Widerstand

5 vor 12. Unerhörter Widerstand ist eine Klanginstallation auf dem OK-Platz in der Stadt Linz in Oberösterreich.

## Beschreibung
Die Klanginstallation wurde von den Künstlerinnen Sabrina Kern und Mariel Rodriguez zur Erinnerung an die Frauen geschaffen, die gegen das NS-Regime in Oberösterreich Widerstand leisteten. Jeden Samstag um fünf Minuten vor zwölf Uhr schreit das Kunstwerk zirka eine Minute lang laut auf und würdigt mit diesem Aufschrei eine der Widerstandskämpferinnen. Außerhalb dieser Zeit flüstert es. Besucher können das Kunstwerk, das aus drei verschieden großen, nicht geschlossenen Metallbögen besteht und an ein abstrahiertes Megafon oder sich ausbreitende Schallwellen erinnert, durchschreiten. Mittels Bewegungssensor wird die Tonspur ausgelöst und die Besucher erfahren mehr über die mutigen Taten der bisher wenig bekannten Heldinnen.
Der Wettbewerb Frau im Widerstand zur Gestaltung eines Denkmals wurde vom Land Oberösterreich gemeinsam mit der Kunstuniversität Linz ausgeschrieben. Als Gewinnerinnen wurden die Künstlerinnen Sabrina Kern und Mariel Rodriguez geehrt. Die Skulptur wurde 2024 im öffentlichen Raum, dem OK-Platz in Linz, errichtet.
Ergänzend zum Wettbewerb zur Errichtung des Mahnmals erschien ein Buch über den Widerstand von Frauen in Oberösterreich. Die Historikerinnen Elisa Frei, Martina Gugglberger und Alexandra Wachter widmeten sich in der Publikation Widerstand und Zivilcourage. Frauen in Oberösterreich gegen das NS-Regime 1938–1945 dem Thema. Texte daraus sind auf der Tonspur des Denkmals zu hören.

## Publikationen
- Widerstand und Zivilcourage. Frauen in Oberösterreich gegen das NS-Regime 1938–1945. Verlag Oberösterreichisches Landesarchiv, Linz 2022, ISBN 978-3-902801-42-5.[6]